# Università volante
L'Università volante (in polacco Uniwersytet Latający, meno spesso tradotta come "Università Mobile") è stata un'università fuorilegge in Polonia, che permetteva di studiare nonostante le repressioni russe seguenti alla rivolta polacca (1863-1865). Essa è rimasta attiva dal 1885 al 1905 e nuovamente dal 1977 al 1981.

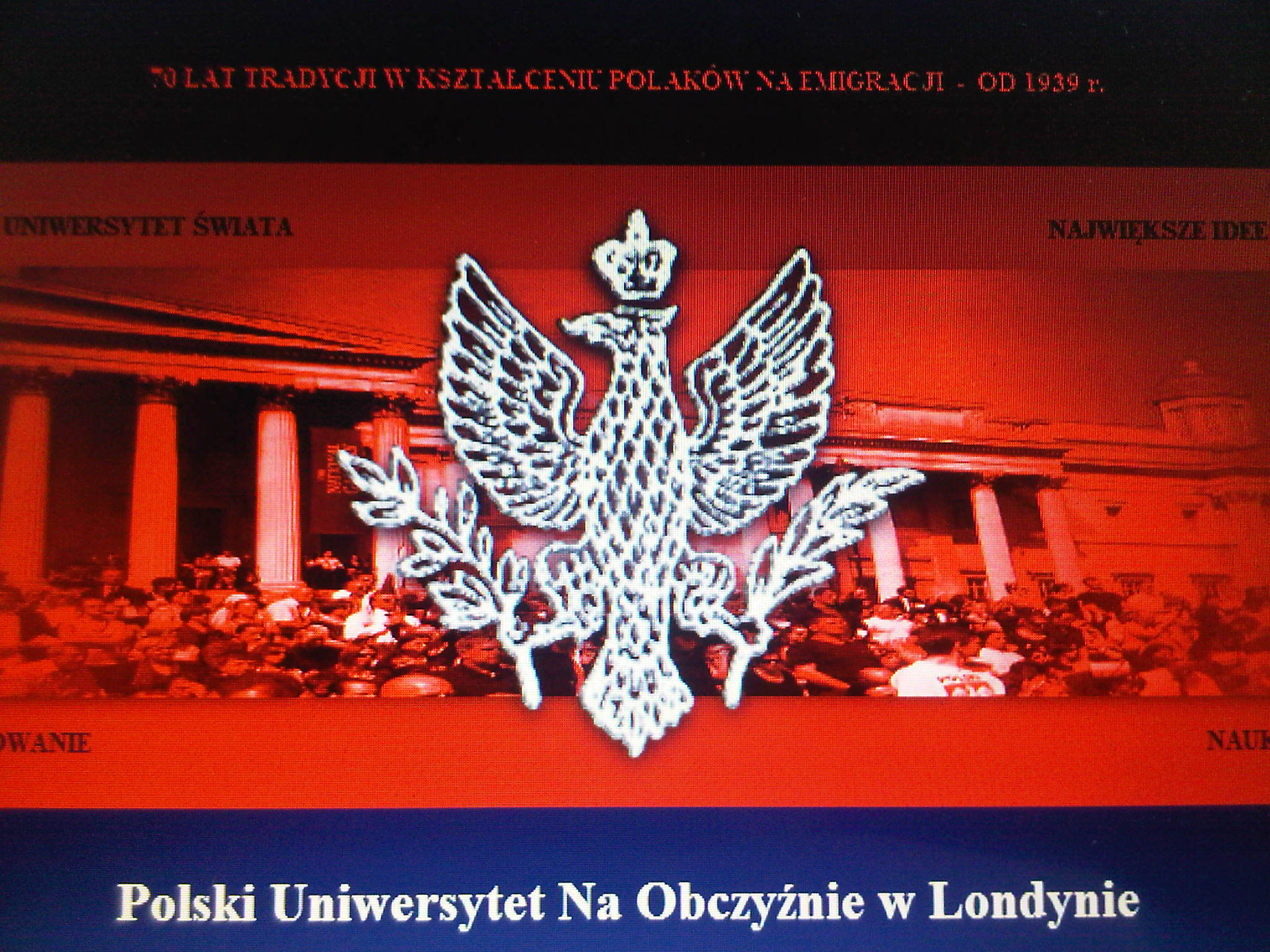
PUNO - logo (dal sito ufficiale)

L'Università volante è stato il nome che definiva un'attività educativa contro la cultura di regime che ha operato dal 1885 al 1905 a Varsavia, la capitale storica polacca, poi sotto il controllo dell'Impero russo, e che fu ripresa tra il 1977 e il 1981 nella Repubblica Popolare di Polonia. Lo scopo di questa e di simili istituzioni era quello di fornire alla gioventù polacca l'opportunità di una formazione nell'ambito del tradizionale sistema di studio polacco quando entrò in collisione con l'ideologia delle autorità di governo. 
Nel XIX secolo, tali istituzioni clandestine erano importanti a livello nazionale per resistere alla germanizzazione e alla russificazione, rispettivamente, sotto l'occupazione prussiana e russa. Nella Repubblica Popolare di Polonia comunista, l'Università volante ha fornito opportunità educative al di fuori della censura del governo e il controllo dell'istruzione formativa.
Le istituzioni che rivendicano una parentela spirituale con l'Università volante sono esistite in Polonia, in una forma o nell'altra, dal 1905. L'istituzione è ora conosciuta come la Società per corsi di formazione (Towarzystwo Kursów Naukowych).

## Legalizzazione
Intorno al 1905–1906 l'Università volante è stata autorizzata ad avviare attività legali, ed è stata trasformata in Società di corsi di scienze (Towarzystwo Kursów Naukowych), come una divisione polacca, anticipando la prossima guerra, ed ha cercato di convincere i polacchi ad aderire alla loro causa. Intorno al 1918–1919, dopo che la Polonia ha riacquistato l'indipendenza (come Seconda Repubblica di Polonia), nel 1927 ha fondato una sede a Łódź, dalla quale è derivata poi l'Associazione che è stata trasformata in un'Università privata, Università libera di Polonia (Wolna Wszechnica Polska).